# Bob Albrecht
Robert (Bob) Albrecht (também conhecido como George Firedrake) foi um dos pioneiros no ensino de computação e no uso de jogos na educação. Ele teve um papel muito importante na disseminação do conhecimento e compartilhamento de informações entre programadores e entusiastas de computadores, dessa forma estimulando conceitos da ética hacker.
Ele é, como Lee Felsenstein disse, uma pessoa para quem apresentar o computador a uma criança era um desejo obsessivo.
Albrecht foi um dos fundadores da People's Computer Company (PCC) junto Dennis Allison em 1972, e também foi produtor e editor do periódico de mesmo nome que tinha como objetivo estimular e ensinar computação, jogos de computadores, programação na linguagem BASIC e o uso de computadores pessoais. Através do periódico e suas publicações sobre BASIC Bob Albrecht e Dennis Allison foram fundamentais para o desenvolvimento de uma versão livre e reduzida do BASIC, chamada Tiny BASIC.
Junto com Dennis Allison ele criou o Dr. Dobb's Journal (DDJ), um jornal profissional sobre técnicas, ferramentas de software e novidades para programadores experientes.
Albrecht foi autor e co-autor de mais de 30 livros e mais de 150 artigos, muitos dele sobre a linguagem BASIC, sobre jogos educacionais e sobre ensino de matemática e física para estudantes de ensino médio e fundamental. Ele se envolveu também com organizações, publicações e eventos como o Portola Institute, ComputerTown USA, Calculators Computers Magazine e Learning Fair na Peninsula School em Menlo Park, Califórnia.

## Vida
Em 1962 Bob Albrecht trabalhava na Control Data Corporation (CD) como analista sênior de aplicativos e foi convidado para palestrar no clube de matemática de George Washington High School, em Denver. Ele se surpreendeu com o interesse dos jovens em programação muito maior do que muitos adultos aos quais ele deu aula de Fortran. Ele começou a dar aula para os jovens estudantes que tinham interesse e incentivar eles para ensinarem aos seus colegas disseminando o interesse em computação. A partir dai ele começou a visitar com seus alunos diversas escolas mostrando as coisas que se podia fazer com computadores e como podia ajudar a resolver problemas matemáticos.
Em uma das suas viagens para apresentar o Modern-Day Medicine Show nas turmas de ensino médio, ele conheceu a linguagem BASIC, que era focada em tornar a programação mais fácil para  leigos. Imediatamente Albrecht decidiu que BASIC era melhor que Fortran, chegando até a ser cofundador de um grupo chamado Shaft (Society to Help Abolish Fortran Teaching - Sociedade para Ajudar a Abolir o Ensino de Fortran).
Em 1971, a sede da sua empresa para livros infantis sobre computação denominada Dymax se tornou o lugar mais popular para os jovens interessados em computadores, por ter diversos computadores, terminais e equipamentos livres para o uso.
Em 1972 foi criada People's Computer Company (PCC) em Menlo Park, Califórnia. Através do periódico de mesmo nome, Albrecht queria estimular cada vez mais o interesse e o uso de computadores pessoas para jogos e programação, além da troca de códigos e informações sobre tecnologia. Quando o Altair 8800 foi lançado em 1975, Bob Albrecht disse que tinha interesse em fazer um livro sobre programação de jogos no Altair com a condição de receber um Altair para ficar na PCC. Quando o Altair chegou, ele percebeu que a única maneira de programar era com a linguagem de maquina, pois possui pouco memória, não sendo suficiente para o BASIC. Então ele pediu a Dennis Allison para escrever a estrutura de um interpretador de uma BASIC simples de usar e que ocupasse pouca memória e publicaram na PCC solicitando ajuda de todos os interessados. Três semanas depois receberam várias respostas inclusive uma de dois rapazes do Texas que tinham escrito uma linguagem inteira chamada Tiny BASIC e enviada para ser publicada na PCC.
Por causa dessa nova demanda de compartilhamento de informações mais avançados foi criada uma ramificação da PCC, chamada Tiny BASIC Journal que depois se tornou o Dr. Dobb's Journal (DDJ) que tratava não só sobre a nova linguagem, mas também de outras linguagens, softwares e novas tecnologias.
Atualmente Albrecht escreve livros para kindle, ensina matemática e física para e trabalha num jogo educacional para professores jogarem com seus alunos chamado HurkleQuest.

## Curiosidades
Bob Albrecht nasceu em 18 de fevereiro de 1930 em Mason City, Iowa nos Estados Unidos no Mercy Hospital. Ele morou em Greene, Iowa desde de que nasceu.
Albrecht estudou na pequena escola católica Sacred Heart Academy desde o 1° ano quando entrou em 1936.
Ele sempre foi bom com matemática e soletração inclusive participou de muitas competições de soletração e ganhou a maioria.
Em 1941, quando estava no 6° as turmas do 6°, 7° e 8° ano eram juntas na sua escola e a nova professora tinha um pouco de dificuldade em matemática, ele então se ofereceu para ajudar a professora que aceitou o convite e deu a ele livros de matemática do 6° ao 8° ano. Albrecht ajudou a professora durante os próximos 3 anos.
Em 1948 Bob Albrecht se tornou o segundo escoteiro de Greene nos Eagle Scouts.
Em junho de 1948 Albrecht se formou na Greene High School, e em setembro do mesmo ano se matriculou na Iowa State College (atualmente Iowa State University) in Ames, Iowa.
Bob Albrecht também é um dançarino de música grega e amante do ouzo (bebida alcoólica grega a base de anis) e do bouzouki (instrumento popular na música grega).

## Publicações
Bob Albrecht foi autor e co-autor de uma grande quantidade de livros sobre diversos assuntos, sendo a maioria sobre BASIC, programação, computação, uso de jogos na educação e ensino de matemática.
Grande parte dos seus livros estão disponíveis na internet gratuitamente por causa do seu interesse e ideologia de compartilhar conhecimento e informação. Alguns desses livros só existem na versão de eBook e outros que ainda são comercializados também podem ser baixados grátis. Esses livros são disponibilizados com a licença Creative Commons Attribution-Noncommercial 3.0.

### Primeiros livros publicados
- Computer Methods in Mathematics (1968)[7]
- Teach Yourself BASIC (1970)[8]
- My Computer Likes Me When I Speak in Basic (1972)[9]

### Outros livros
- BASIC for Home Computers (Wiley Self-Teaching Guides) (1978)[10]
- BASIC (Wiley Self-Teaching Guides) (1978)[11]
- Atari BASIC (Self-teaching Guides) (1980)[12]
- More TRS-80 BASIC (Self-teaching Guides) (1981)[13]
- TRS-80 Colour BASIC (Self-teaching Guides) (1982)[14]
- Adventurer’s Handbook: A Guide to Role-Playing Games (1984)[15]
- Using Quickbasic (1988)[16]
- Advanced Quickbasic (1989)[17]
- Quick BASIC Made Easy (1989)[18]
- The GW-Basic Reference (1990)[19]
- Teach Yourself GW-Basic (1990)[20]
- Qbasic Made Easy (1991)[21]
- Simply Personal Computers (1991)[22]
- Simply Excel (1992)[23]
- Stepping Up to Os/2 Warp (1995)[24]
- Teach Yourself Visual Basic (1996)[25]
- Play Together, Learn Together: Science, Technology, Engineering, and Math (2011)[26]
- WordsWorth Plus (Play Together, Learn Together) (2011)[27]
- WordsWorth Times (Play Together, Learn Together) (2011)[28]

### Livros grátis[5]
- Counting Alakazams 01: Count Objects in Arrays
- Mars, Earth, Curiosity 01
- Mathemagical Meandering
- Mathemagical Black Holes[29]
- Solar System Perambulations
- Mathemagical Numbers 1 to 99[30]
- Mathemagical Numbers 100 to 199[31]
- Mathemagical Numbers 200 to 299[32]
- Algebra: Numbers 01
- Play Together, Learn Together: REVERSE - an Aha! Game
- Using Math Games and Word Problems to Increase the Math Maturity of K-8 Students (2011)[33]
- Becoming a Better Math Tutor (2011)[2]

### Kindle Books
- Mathemagical Numbers 1 to 99[30]
- Mathemagical Numbers 100 to 199[31]
- Mathemagical Numbers 200 to 299[32]
- Mathemagical Numbers 300 to 399[34]
- Mathemagical Black Holes[29]
- Using Math Games and Word Problems to Increase the Math Maturity of K-8 Students[33]
- Becoming a Better Math Tutor[2]
- Play Together, Learn Together: Science, Technology, Engineering, and Math[26]
- WordsWorth Plus (Play Together, Learn Together)[27]
- WordsWorth Times (Play Together, Learn Together)[28]